# Plagiolepis arnoldii
Plagiolepis arnoldii é uma espécie de formiga do gênero Plagiolepis, pertencente à subfamília Formicinae.